# صفيحة قاعدية (أنبوبة عصبية)
الصفيحة القاعدية هو مٌصطلحٌ مرتبطٌ بتطوير الجهاز العصبي، وهي منطقةٌ من الأنبوبة العصبية الأمامية للتلم المحدد. تمتد من الدماغ المتوسط المنقاري إلى نهاية النخاع الشوكي، وتحتوي أساسيًا على عصبوناتٍ حركية، بينما العصبونات الموجودة في الصفيحة الجناحية تكون أساسًا ذات وظيفةٍ حسية. أنواع خلايا الصفيحة القاعدية تتضمن عصبونات حركية سفلية وأربعة أنواعٍ من العصبونات البينية.
في البداية، يكون الجانبان الأيمن والأيسر من الصفيحة القاعدية مُتصلين، ولكن أثناء تكون الأنبوب العصبي يُفصل بينهما عبر صفيحة قاعية، وتتوجه هذه العملية بواسطة الحبل الظهري. تتمايز الخلايا العصبية في الصفيحة القاعدية تحت تأثير بروتين القنفذ الصوتي الصادر عن الهياكل البطينية، مثل الحبل الظهري والصفيحة القاعية.

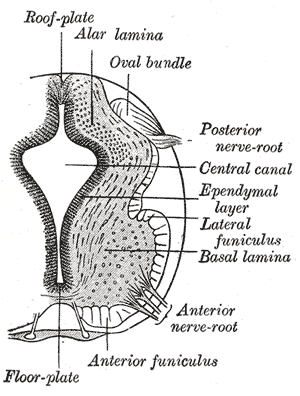
تفصل الصفيحة القاعدية (basal lamina) عن الصفيحة الجناحية (alar lamina) بواسطة التلم المحدد (غير مُوضح في الصورة).

## روابط خارجية
- نظرة عامة على موقع temple.edu
- ancil-451 في نيورونيمز.